# Emoční inteligence
Pojem emoční inteligence uvedli poprvé[zdroj⁠?!] v roce 1990 P. Salovey a J. D. Mayer a ve své knize,[ujasnit] vydané v roce 1995, jej zpopularizoval Daniel Goleman. Lze ji chápat jako schopnost zvládání emocí a umění vcítit se do emocí ostatních jedinců. Tento konstrukt je používán zejména v oborech blízkých psychologii, jako je personalistika či management, které používají například i „emoční kvocient“ jako číselný ukazatel, hodnotící schopnost zacházet s vlastními emocemi a také schopnost spolupráce se sociálním okolím.
V psychologii je konstrukt emoční inteligence častým terčem kritiky. Typickými nedostatky, které bývají konstruktu emoční inteligence vytýkány, je například rozporuplnost výzkumů, zabývajících se složkami či dimenzemi emoční inteligence (jak složení, tak vzájemné vztahy dimenzí), její nízká inkrementální validita odporující Occamově břitvě (konstrukt je pouhou kombinací intelektu a osobnostních charakteristik) či nedostatek empirické opory pro tvrzení, že emoční inteligence predikuje úspěšnost v reálném životě.

## Složky dle Golemana
Podle amerického psychologa Daniela Golemana se emoční inteligence skládá z pěti složek, které se vzájemně ovlivňují. Jedná se o:
1. Znalost vlastních emocí: „vědomé rozpoznání citu v okamžiku jeho vzniku“, neboť uvědomování si svých citů je „nezbytné pro sebeporozumění a hlubší pochopení psychologie“. Umožňuje to lepší rozhodování, např. s kým uzavřít manželství
2. Zvládání emocí: je to schopnost „nakládat se svými city tak, aby odpovídaly situaci“, např. „zklidnit vlastní rozčilení, setřást ze sebe dnes tak běžné pocity úzkosti, sklíčenosti či podráždění“; je to schopnost vyvíjející se ze sebeuvědomování.
3. Schopnost sám sebe motivovat: je to snaha zapojovat city do našich snah tak, aby vedly k získávání vědění, k tvořivosti a k úspěšné činnosti vůbec, což je spojeno se schopností odkládat uspokojení, ale také s potlačováním zbrklosti a dalšími schopnostmi.
4. Vnímavost k emocím jiných lidí: tato schopnost bývá také označována jako empatie (vcítění). Rozvíjí se s rostoucím „emočním sebeuvědoměním“, umožňuje poznávat to, co si druzí přejí.
5. Umění mezilidských vztahů: jde vlastně o rozvíjení a uplatňování empatie, neboť uspokojivé mezilidské vztahy závisí do značné míry na tom, zda je člověk „schopen vcítit se do emocí ostatních a přizpůsobit tomu své jednání“.

## Obecně
Všechny emoce jsou dle Golemana v podstatě popudy k jednání, a proto je nutné, chceme-li být úspěšní v interpersonálních vztazích, abychom rozpoznávali spolehlivě své vlastní emoce i emoce druhých lidí. Tak si uvědomujeme, co sami činíme nebo chceme učinit, a co činí nebo chtějí učinit druzí. V podstatě tedy jde o dvě základní složky emocionální inteligence, o složku percepční a konativní. Rozpoznat správně své i cizí emoce a na základě toho psychologicky vhodně jednat.

## Význam emocionální inteligence
Daniel Goleman si uvědomuje, že lidé mohou zneužít jakýkoli druh svého nadání, ale jen velmi obecně hovoří o „významu emoční inteligence“, který se týká především propojení našeho charakteru, morálního instinktu a citu. Má za to, že základní etické postoje v životě člověka pramení právě z jeho emočních schopností, a že bez schopnosti ovládat vlastní pohnutky v sobě nemůžeme rozvinout vůli ani charakter. Schopnost empatie a sebeovládání však ještě nezaručují morální užívání emocionální inteligence. Mnozí lidé dovedou dobře rozpoznat to, po čem jiní touží, a dovedou to využít k sobeckým účelům. Dovedou např. zneužít pocity osamělosti druhých lidí, dovedou se vetřít do jejich přízně a dovedou ovládat projevy svého sobectví a chtivosti.

## Využití emocionální inteligence

### Osobní užití
Daniel Goleman je přesvědčen, že obecná inteligence přispívá k životní úspěšnosti jen z dvaceti procent. Nicméně emoční inteligence v praxi je také problém mravní, neboť ji lze zneužít k osobnímu prospěchu, často i na úkor druhých. Morálka a inteligence nejsou navzájem úzce spojeny, vysoce inteligentní lidé mohou být mravní zrůdy, jako byl např. jeden z nejzuřivějších antisemitů mezi nacisty, Joseph Goebbels, muž vysoce a všestranně vzdělaný v humanitních vědách.
Jak již bylo naznačeno, morální užívání emocionální inteligence závisí na úrovni vývoje osobní morálky, resp. pozitivního sociálního cítění (altruismu). Předpokladem toho, jsou empatie a lítost. Bezcitní, nelítostní lidé mohou mít vysoký stupeň emocionální inteligence. Žádoucí je proto spojení emocionální inteligence a etického cítění. Obecně vzato, jedná se o vývoj citů od přirozeného dětského egoismu k altruismu, což je také problémem emocionální zralosti.
Emočně inteligentní lidé jsou si vědomi svých slabin, umí usměrňovat svoje reakce, dokáží se sami motivovat, berou v úvahu pocity ostatních a dokáží je nasměrovat k požadovanému výsledku.

### Pracovní užití
Emočně inteligentní manažeři dokáží řídit nejen sebe, ale také ostatní, mnohem efektivněji. Silné emoční propojení manažerů a ostatních lidí v organizaci zapříčiňuje lepší povědomí podřízených o tom, co je po nich požadováno a tím zvyšuje výkonnost organizace.